# Coeficiente de absorção
O coeficiente de absorção α é propriedade do material. Define-se a extensão a qual o material absorve energia, por exemplo de ondas de som ou radiação eletromagnética. Wallace Sabine foi um pioneiro deste conceito em acústica e define a unidade do Sabine. Um Sabine é definido como uma fração de potência acústica absorvida por um metro quadrado de janela aberta. Em unidades SI, o coeficiente de absorção é medido em metros inversos, e é representado pela letra grega α.
Sound Absorption Coefficients for Some Common Materials - Este sítio ajuda a entender o conceito assim como provê fórmulas e alguns coeficientes.
Tabela de Coeficientes de Absorção Sonora de Materiais de Construção - Sítio em português com listagem de coeficientes de absorção de materiais de construção correntes.
Em química, ciências biológicas e física, o coeficiente de absorção é uma medida de quão fortemente um molécula específica irá absorver luz. É intimamente relacionada à seção transversal de absorção.
Coeficiente de absorção é suficiente para descrever a propagação de energia através de um sistema homogêneo somente. Prapagação através de um sistema heterogêneo é afetado por dispersão,. Há um termo atenuação mais geral que leva em conta tanto a absorção quanto a dispersão. É largamente usado em acústica como coeficiente de atenuação por caracterizar distribuição de tamanho de partícula. ,.